# 伊藤正一 (山小屋経営者)
伊藤 正一（いとう しょういち、1923年 - 2016年6月17日）は日本の山小屋経営者、著作家。
長野県松本市出身で、町一番の料亭の長男。飛行機のエンジンなどに携わるエンジニアだったが、第二次大戦後はその資産を山に注ぎ込んだ。1945年に三俣蓮華小屋を買取ったのを皮切りに続いて水晶小屋も得ると、その後湯俣山荘、雲ノ平山荘を建設した。湯俣温泉から湯俣川沿いに三俣山荘に至る伊藤新道（1956年開通）の開削を主導。日本勤労者山岳連盟を創設。
2016年6月17日、多臓器不全のため死去。
新道は1983年に通行困難となり廃道となるも、再整備され2023年8月に復活。現在は長男・圭が三俣山荘と水晶小屋を、次男・二郎が雲ノ平山荘の経営を引き継いでおり、伊藤新道の廃道とともに40年間閉まっていた湯俣山荘も長男によって改装され2023年再オープン。

## 著書
- 『黒部の山賊 : アルプスの怪 (ブルー・ガイド・ブラザース)』、実業之日本社、1964年
  - 『黒部の山賊 : アルプスの怪 新版』、ブルーガイドセンター、1994年8月
  - 『定本黒部の山賊 : アルプスの怪』、山と溪谷社、2014年3月
  - 『定本黒部の山賊 : アルプスの怪 (ヤマケイ文庫)』、山と溪谷社、2019年3月
- 『源流の記憶 : 「黒部の山賊」と開拓時代 : 伊藤正一写真集』、山と溪谷社、2015年10月